# Aetheomorpha octomaculata
Aetheomorpha octomaculata es un insecto coleóptero de la familia Chrysomelidae.
Fue descrita científicamente por primera vez en 1892 por Jacoby.